# Faja de Oro
Il Faja de Oro ("Cinturone d'Oro", che è una zona ricca di petrolio in Messico) era una petroliera costruita nel 1914. Navigò per un certo numero di compagnie, e sopravvisse al servizio nella prima guerra mondiale, solo per essere silurato e affondato da un sottomarino tedesco durante la seconda guerra mondiale mentre navigava sotto la bandiera messicana nel Golfo del Messico. Il suo affondamento contribuì alla decisione del Messico di entrare in guerra dalla parte degli Alleati. 
Il Faja de Oro fu originariamente costruito dalla RW Hawthorn Leslie & Company, Hebburn-on-Tyne, come Barneson, per il servizio con Bank Line Ltd (Andrew Weir & Co), di Glasgow. Fu rilevato da Andrew Weir & Co nel 1915 e ribattezzato Oyleric. Fu venduto nel 1937 alla società italiana Ditta GM Barbagelata, di Genova, e fu ribattezzato Genoano. Fu sequestrato dal governo messicano mentre attraccò a Tampico, Tamaulipas, l'8 dicembre 1941 e ribattezzato Faja de Oro.  Era gestito da Petróleos Mexicanos (Pemex), e fu portato alla base di Tampico.
Il Faja de Oro stava navigando senza scorta da Marcus Hook, Pennsylvania, di ritorno a Tampico nel maggio del 1942 sotto il comando di Gustavo Martinez Trejo. Non trasportava merci e navigava in zavorra. Fu avvistato dallo U-106, comandato dal Kapitänleutnant Hermann Rasch, e fu silurato alle 04.21 del 21 maggio 1942, mentre era al largo di Key West. L'attacco fu fatto nonostante la neutralità messicana, presumibilmente perché la nazionalità della nave era stata indiscernibile nel buio. Il Faja de Oro fu colpito da uno dei due siluri. L'U-106 lanciò quindi un colpo di grazia alle 04.33 ore, che lo mancò. Un secondo fu sparato 20 minuti dopo, colpendolo a metà nave e mandandolo in fiamme. Poco dopo affondò con la perdita di 10 membri dell'equipaggio. 27 sopravvissuti furono successivamente salvati. L'attacco era stato osservato da un altro sottomarino tedesco, l'U-753, che aveva anche inseguito il Faja de Oro, ma notando l'U-106, non aveva tentato un attacco.
L'affondamento del Faja de Oro, arrivando una settimana dopo l'affondamento della nave cisterna messicana Potrero del Llano il 14 maggio da parte dello U-564 di Reinhard Suhren contribuì alla dichiarazione di guerra del Messico contro la Germania il 1º giugno 1942.